# Усуі Хіроюкі
Усуі Хіроюкі (яп. 碓井 博行, нар. 4 серпня 1953, Фудзієда, Сідзуока —) — японський футболіст, що грав на позиції нападника.

## Клубна кар'єра
Грав за команду Хітачі.

## Виступи за збірну
Дебютував 1974 року в офіційних матчах у складі національної збірної Японії. У формі головної команди країни зіграв 38 матчів.

## Статистика
Статистика виступів у національній збірній.
| Збірна Японії | Збірна Японії | Збірна Японії |
| Роки          | Ігри          | голи          |
| ------------- | ------------- | ------------- |
| 1974          | 2             | 0             |
| 1975          | 0             | 0             |
| 1976          | 1             | 0             |
| 1977          | 4             | 0             |
| 1978          | 14            | 7             |
| 1979          | 9             | 3             |
| 1980          | 5             | 3             |
| 1981          | 0             | 0             |
| 1982          | 0             | 0             |
| 1983          | 0             | 0             |
| 1984          | 3             | 2             |
| Усього        | 38            | 15            |